# Henrichemont
Henrichemont és un municipi francès, situat al departament de Cher i a la regió de Centre – Vall del Loira. L'any 2007 tenia 1.806 habitants.

## Demografia

### Població
El 2007 la població de fet de Henrichemont era de 1.806 persones. Hi havia 799 famílies, de les quals 305 eren unipersonals (112 homes vivint sols i 193 dones vivint soles), 273 parelles sense fills, 185 parelles amb fills i 36 famílies monoparentals amb fills.
La població ha evolucionat segons el següent gràfic:
Habitants censats

### Habitatges
El 2007 hi havia 1.113 habitatges, 826 eren l'habitatge principal de la família, 159 eren segones residències i 129 estaven desocupats. 981 eren cases i 129 eren apartaments. Dels 826 habitatges principals, 536 estaven ocupats pels seus propietaris, 258 estaven llogats i ocupats pels llogaters i 32 estaven cedits a títol gratuït; 9 tenien una cambra, 69 en tenien dues, 168 en tenien tres, 247 en tenien quatre i 333 en tenien cinc o més. 592 habitatges disposaven pel capbaix d'una plaça de pàrquing. A 406 habitatges hi havia un automòbil i a 271 n'hi havia dos o més.

### Piràmide de població
La piràmide de població per edats i sexe el 2009 era:
| Homes | Edats   | Dones |
| ----- | ------- | ----- |
| 0     | 95 o +  | 12    |
| 0     | 90 a 94 | 20    |
| 16    | 85 a 89 | 32    |
| 12    | 80 a 84 | 36    |
| 40    | 75 a 79 | 64    |
| 48    | 70 a 74 | 64    |
| 44    | 65 a 69 | 72    |
| 88    | 60 a 64 | 60    |
| 44    | 55 a 59 | 60    |
| 56    | 50 a 54 | 88    |
| 80    | 45 a 49 | 72    |
| 72    | 40 a 44 | 64    |
| 48    | 35 a 39 | 40    |
| 48    | 30 a 34 | 24    |
| 40    | 25 a 29 | 48    |
| 36    | 20 a 24 | 36    |
| 40    | 15 a 19 | 84    |
| 60    | 10 a 14 | 48    |
| 56    | 5 a 9   | 44    |
| 48    | 0 a 4   | 20    |

## Economia
El 2007 la població en edat de treballar era de 1.011 persones, 711 eren actives i 300 eren inactives. De les 711 persones actives 625 estaven ocupades (322 homes i 303 dones) i 86 estaven aturades (39 homes i 47 dones). De les 300 persones inactives 129 estaven jubilades, 72 estaven estudiant i 99 estaven classificades com a «altres inactius».

### Ingressos
El 2009 a Henrichemont hi havia 869 unitats fiscals que integraven 1.824 persones, la mediana anual d'ingressos fiscals per persona era de 14.984 €.

### Activitats econòmiques
Dels 148 establiments que hi havia el 2007, 4 eren d'empreses alimentàries, 1 d'una empresa de fabricació d'elements pel transport, 14 d'empreses de fabricació d'altres productes industrials, 21 d'empreses de construcció, 33 d'empreses de comerç i reparació d'automòbils, 7 d'empreses de transport, 9 d'empreses d'hostatgeria i restauració, 5 d'empreses financeres, 5 d'empreses immobiliàries, 8 d'empreses de serveis, 18 d'entitats de l'administració pública i 23 d'empreses classificades com a «altres activitats de serveis».
Dels 40 establiments de servei als particulars que hi havia el 2009, 1 era una gendarmeria, 1 oficina de correu, 2 oficines bancàries, 4 tallers de reparació d'automòbils i de material agrícola, 1 taller d'inspecció tècnica de vehicles, 1 autoescola, 3 paletes, 3 guixaires pintors, 5 fusteries, 8 lampisteries, 1 electricista, 2 perruqueries, 1 veterinari, 4 restaurants, 2 agències immobiliàries i 1 saló de bellesa.
Dels 22 establiments comercials que hi havia el 2009, 2 eren supermercats, 2 botiges de menys de 120 m², 3 fleques, 3 carnisseries, 1 una peixateria, 4 botigues de roba, 2 botigues d'equipament de la llar, 1 una botiga d'electrodomèstics, 1 una botiga de material de revestiment de parets i terra i 3 floristeries.
L'any 2000 a Henrichemont hi havia 26 explotacions agrícoles que ocupaven un total de 2.002 hectàrees.

## Equipaments sanitaris i escolars
El 2009 hi havia 2 farmàcies i 1 ambulància.
El 2009 hi havia 1 escola maternal i 1 escola elemental. Henrichemont disposava d'un col·legi d'educació secundària amb 372 alumnes.

## Poblacions més properes
El següent diagrama mostra les poblacions més properes.